# Kunyu Wanguo Quantu
El Kunyu Wanguo Quantu (xinès tradicional:坤輿萬國全圖, pinyin:Kūnyú Wànguó Quántú, «Mapa complet dels 10.000 regnes del món») és un mapamundi amb descripcions en xinès reflectint el món conegut pels europeus a finals del segle XVI. Imprès el 1602, va ser fonamental en introduir a l'Àsia oriental els coneixements geogràfics i astronòmics europeus. Matteo Ricci, italià a la cort de Pequín, n'és el principal autor. És un mapa gran, de 3,7 m × 1,7 m.

## Història

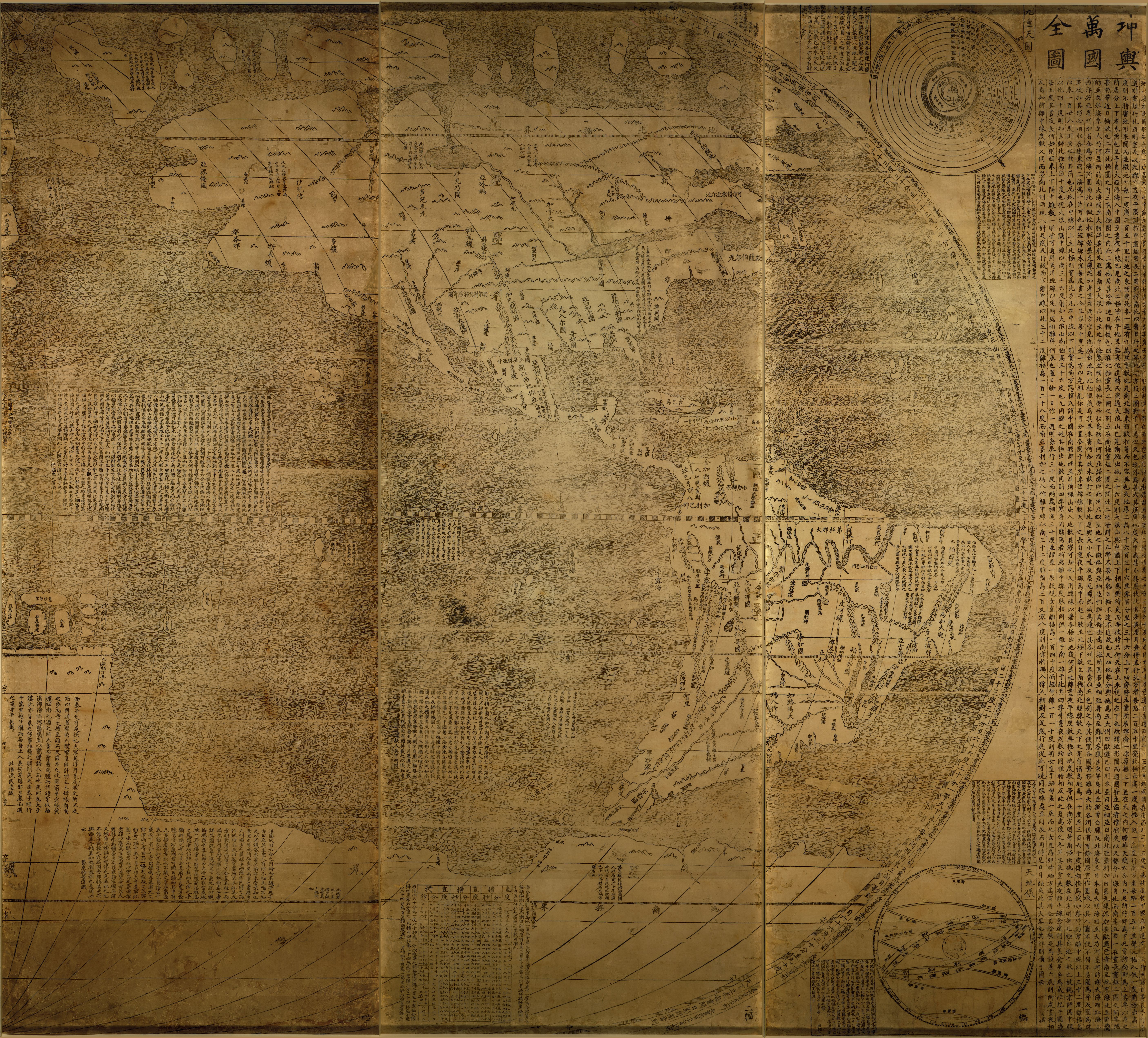
坤輿萬國全圖, 1602, exemplar de la Bell Library de Minnesota, part dreta

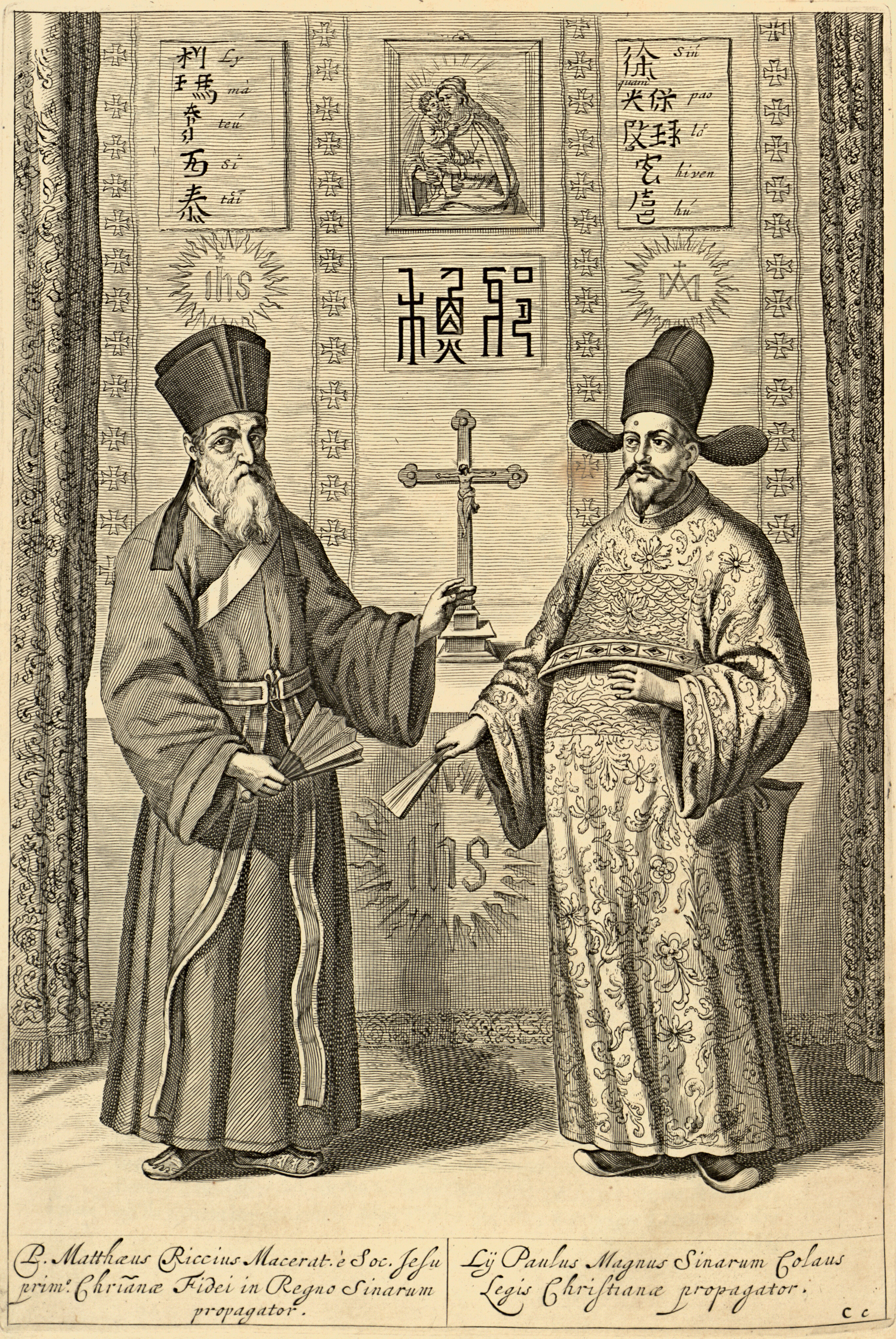
Matteo Ricci (a l'esquerra) i Xu Guangqi en l'edició xinesa dels Elements d'Euclides.

L'any 1578 el missioner jesuïta italià Matteo Ricci (1552-1610) viatjà de Lisboa a Goa (Índia) i el 1582 arribà a la comunitat portuguesa de Macau (costa xinesa) on els seus superiors l'havien cridat per preparar una missió cap al interior de la Xina, als finals de la dinastia Ming (1368-1644), en la que  governava l'emperador Wanli (萬曆, 1572-1620). El 1598, quan ja portava setze anys vivint a la Xina, Ricci arribà a Beijing, la capital de l'imperi. Va ser invitat a la cort imperial de Wanli i és considerat com el primer europeu que ha entrat a la Ciutat Prohibida. Hi va estar dotze anys més, fins a la seva mort.
L'any 1602 Ricci va confeccionar un mapamundi per encàrrec de l'emperador Wanli, al qual va donar el nom xinès de 坤輿萬國全圖 (Kunyu Wanguo Quantu). El 1584 i el 1600 ja havia fet altres mapamundi. El mapa del 1602 es va imprimir com a xilografia amb la imatge dividida en sis rectangles d'uns 60 cm d'amplada i uns 170 cm d'alçada. La gravació de les sis matrius pot ser la obra de Li Zhizao, matemàtic, astrònom i geògraf que treballava en el projecte amb Ricci. Va ser impresa per Zhang Wentao de Hangzhou, possiblement un impresor oficial a la cort de Wanli.
Junt amb la primera matriu xilogràfica els impressors havien fet secretament una copia no autoritzada i després s'havien fet encara més copies de la matriu, per vendre'ls. Segons els diaris de Ricci s'havien estampat milers d'exemplars d'aquest mapa.
En la història de la cartografia els mapes xinesos de Matteo Ricci tenen un gran valor d'innovació perquè:
- Expliquen als xinesos la terra com a objecte esfèric. A l'època de Ricci el model xinès encara era el tradicional de la terra plana i quadrada.
- Revelen als xinesos l'existència d'Amèrica.
- Mostren als xinesos que el seu imperi ocupa només una part relativament petita de la superfície terrestre.
- Confronten els europeus amb una vista del món amb el Oceà Pacífic al centre. Això no vol dir que és «un mapa amb la Xina al centre», com s'ha dit sovint.[2] El meridià de Pequín queda 40 graus a l'oest del meridià central del mapa mentre que el meridià de Roma queda a més de 130 graus del central i Portugal quasi cau al marge esquerre del mapa.

Entre el 1605 i el 1608 van ser produïdes aproximadament vint-i-cinc còpies en color, per ordre de l'emperador. Eren manuscrites, és a dir pintades a mà, no pas reimpressions de les planxes xilogràfiques. Això donà lloc a errors (Anglaterra com a península), però també a millores (gama de colors, marcs pels textos) o l'opció d'afegir coses com als exemplars on al costat de topònims escrits amb símbols d'escriptura xinesa hi ha transcripcions fonètiques en escriptura japonesa katakana.
Al llarg de llur existència centenària, els mapes poden patir deterioracions i canvis. Una deterioració interessant és la pèrdua dels emblemes jesuïtes a l'exemplar de la Bell Library. Un canvi estrident són els animals i naus afegits a la còpia en color que té el Museu de Nanquín.

### Topònims - Pronunciació

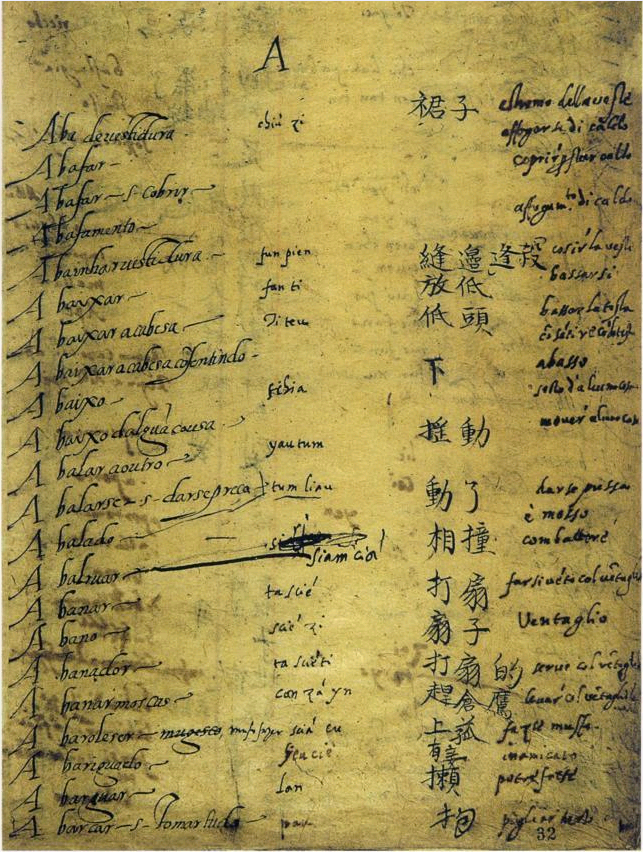
Primera pàgina del diccionari portuguès-mandarí de Ricci i Ruggieri

### Topònims - Exemples

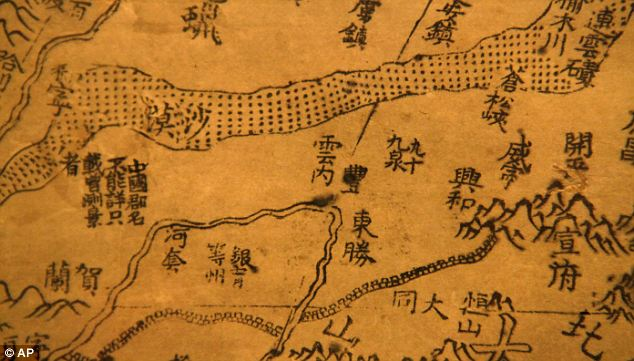
Detall del mapa al meandre d'Ordos. A l'esquerra un text sobre una prefectura de la Xina (中國....). La ciutat de Datong (大同) és entre el dibuix de la Gran Muralla i la gran lletra 大(tallada a baix, inici de 大明一統 "Unió del gran Ming").

### El mapa a l'època contemporània
El 2016 es coneixíen fins a setze exemplars del Kunyu Wanguo Quantu, incloent-hi un fragment on hi falten dos terços, un altre fragment on hi falten els elements a l'exterior del gran mapa principal, i exemplars produïts de diferentes maneres: estampes de la matriu original del 1602; estampes de matrius copiades al mateix temps o a la dinastia Qing (a partir del 1644); còpies pintades pocs anys després a la Xina o al Japó. S'hi inclou al recompte un segon exemplar preservat al Vaticà i set còpies pintades: una a Nanquín, dues a Miyagi al Japó (a la Col·lecció Kano, de la biblioteca de la prefectura) i quatre més també al Japó, tots de color.
La bibliografia especialitzada divergeix sobre el nombre d'exemplars originals, complets o xinesos. El recompte depèn de la definició d'aquests conceptes, del descobriment posterior d'altres exemplars, d'exemplars que l'autor no coneix o de dubtes si a un lloc hi ha un o més exemplars, com al Vaticà o a Miyagi.
Una estampa original que té la Biblioteca Apostòlica Vaticana va ser reproduïda el 1938 en un llibre de Pasquale d'Elia que conté una traducció dels textos del mapa i un catàleg de tots els topònims amb apunts detallats sobre la seva identificació. La fitxa de catàleg de la Biblioteca Apostólica Vaticana sobre aquest llibre diu que té 58 × 44 cm i que reprodueix en 26 taules l'esemplare vaticano i, en quatre taules més, els altres quatre exemplars coneguts del mapamundi nel solo originale cinese. Això fa cinc versions conegudes l'any 1938, possiblement prou diferents per poder distingir-los en aquestes reproduccions. La biblioteca nacional austríaca parla de quatre exemplars complets.
L'any 2009, la Bell Library de Minnesota n'ha comprat una estampa original. A la seva pàgina web dedicada a aquest exemplar, n'enumera 6 més, o sigui 7 en total. Diu sobre el seu exemplar «This Ricci map is among six known complete examples.»
Evangelos Livieratos, en el context d'un taller científic monogràfic a Beijing al juny 2015, va comentar que hi ha set originals i n'enumera vuit exemplars en aquests vuit llocs:

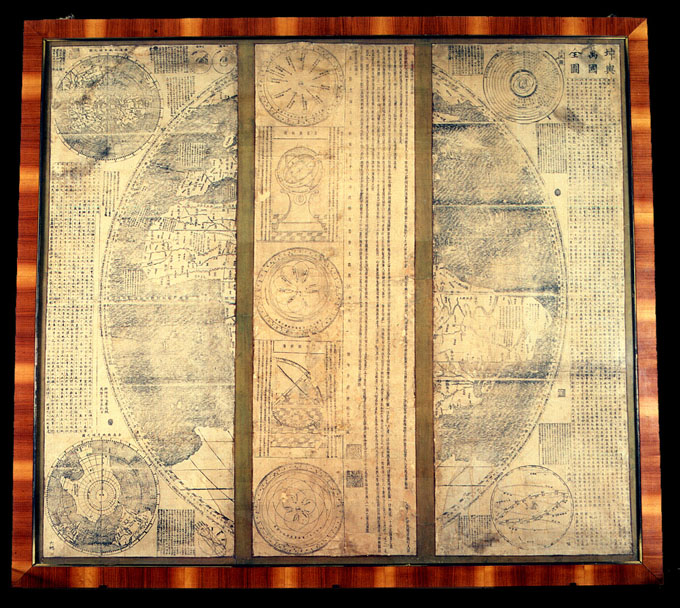
Museo della Specola, Bologna. Planxes nº 1 i nº 6 amb un altre objecte entremig.

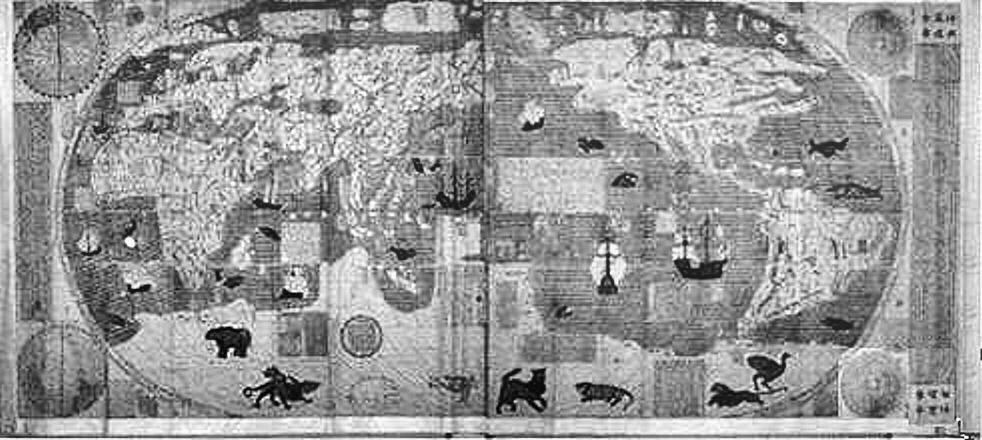
Imatge no identificada, amb el títol del mapa reflectit a baix. L'exemplar del Museu de Nanquín té els mateixos dibuixos de bèsties i naus.

- Vaticà. L'exemplar del Vaticà, mencionat a la fitxa de catàleg de la publicació del 1938. Es conserva a la Biblioteca Vaticana,[9][4] però sembla impossible trobar una menció directa al lloc web d'aquesta biblioteca.[12] Algunes fonts[3] parlen de dos exemplars al Vaticà, com ara l'única font que aporta una signatura bibliotequària:[13] ”Barb.or. 150"(Col·lecció Barberini, obres en llengües orientals, número 150). Si algun dia es digitalitzés, s'hauria de trobar aquí Arxivat 2016-11-13 a Wayback Machine.
Del 30 d'octubre de 2009 al 24 de gener de 2010 va haver-hi al Vaticà l'exposició "Ai Crinali della Storia" sobre Matteo Ricci, però el material disponible on-line ( foto Arxivat 2016-09-23 a Wayback Machine. i vídeo) sobre l'exposició fa pensar que no hi contenia cap exemplar gran del mapa. Una fitxa[Enllaç no actiu] al catàleg de manuscrits de la Biblioteca Apostòlica diu que el catàleg d'aquella exposició sí fa referència a un mapa, com també ho fan catàlegs d'exposicions anteriors[Enllaç no actiu]: (Macerata 2003, Roma de febrer a abril 2005, Berlin de juny a agost 2005).

- Minnesota, Estats Units. Un exemplar Arxivat 2016-10-13 a Wayback Machine., de 3,65 m × 1,8 m. La Bell Library de Minneapolis va adquirir l'any 2009 per 1 milió de US$ un exemplar a un venedor de Londres i l'ha passat a la universitat de Minnesota.[11]
Del 4 de març de 2016 al 8 de maig de 2016 es va exposar a l'Asian Art Museum a San Francisco. Dins del marc d'aquesta exposició se n'ha publicat la millor versió educativa a la xarxa Arxivat 2016-10-08 a Wayback Machine. amb un escaneig d'alta resolució i apunts interactius. L'escaneig és obra de la Library of Congress i es troba als seus arxius digitals.

- Tòquio, Japó. biblioteca del Parlament japonès.[14] És un exemplar tallat, però en bon estat, enganxat als reversos d'un atles japonès. Cada un dels 12 volums de l'atles conté una sola pàgina, extremadament llarga, d'uns 0,4m × 4m[15] composta de 7 fulls enganxats entre ells i tot plegable a la mida de mig full (la mida de les tapes). Desplegant tots els 12 volums i posant-los uns al costat dels altres, s'obté una superfície d'uns 5m × 4m (12 × 7 fulls, incloent-hi les tapes). Al revers, el Kunyu Wanguo Quantu ocupa només una àrea de 10 × 3 fulls. La resta és en blanc. El tall deixa només el gran mapa terrestre, de forma ovalada. Pot ser la raó per la qual la Bell Library compta només sis exemplars complets.
Està escanejat amb alta resolució al arxiu nacional del Japó sota el nom de Konyo bankoku zenzu, junt amb l'atles, que es diu Kouyozu. La Xina (大明一統) hi és al 7e volum.

- Viena, Austria. Una xilografia acolorida de 3,65 m × 1,65 m de la ÖNB (Österreichische Nationalbibliothek), la biblioteca nacional austríaca. Presentada el 1672 al emperador romanogermànic Leopold I i identificat com a obra de Ricci només a finals del segle vint. Algunes diferències amb altres exemplars podrien significar que es va imprimir amb una de les matrius copiades. La datació "1602, després de 1644" es refereix al fet que en el mapa algunes ocurrències del nom de la dinastia Ming 明 (desapareguda el 1644) s'han canviat Arxivat 2016-09-23 a Wayback Machine. al de la següent dinastia Qing 清.[10]
L'any 2011 aquest exemplar va ser restaurat[8] i exhibit durant un dia per una visita Arxivat 2016-09-23 a Wayback Machine. del presdident xinès i un altre dia Arxivat 2016-09-23 a Wayback Machine. al marc d'un taller acadèmic. Un visor per aquest exemplar és disponible a la xarxa Arxivat 2016-09-23 a Wayback Machine., junt amb tres vistes de detalls Arxivat 2016-09-23 a Wayback Machine..

- Universitat de Tohoku a Sendai, Japó. Kano Collection. No consta entre els 7 exemplars que compta la Bell Library. És una còpia en color, japonesa, probablement del 1604 amb transcripcions fonètiques en katakana. És tan gran com l'original, amb dos fulls de 169×188cm, digitalitzats[Enllaç no actiu] en 512 imatges (doble zoom: 2 × 16 × 16) a la Digital Image Data Base de la universitat de Tohoku. A Wikimedia hi ha fitxers per a cada meitat d'aquest exemplar (integrades en aquest article, a sota) i un fitxer del mapa sencer (17MB).
A la imatge digital es veuen unes línies gruixudes (per exemple al paral·lel 7°S, a l'oest de la costa africana) que possiblement són juntures de papers rectangulars de diferents mides, enganxades per a formar cada un dels dos fulls grans. A 18°S amb 23° a l'oest del meridià central hi ha un forat d'una cruïlla de plecs. Hi ha plecs aproximadament cada 40° de latitud i cada 25° (al equador) de longitud. Això vol dir que completament plegat aquest exemplar ocupa menys de 25×40cm amb una gruixada de 40 capes per cada meitat. Es pot intuir quines parts del mapa coincideixen amb les tapes del mapa plegat, ja que a dos racons diagonalment oposades de cada gran full hi ha un rectangle de plecs on es veu una mena de marc blavós: al títol i al pol Sud; al pol Nord de l'altre full i - el més visible - al mapa rodó del hemisferi sud. Al costat del títol hi ha el segell ex-libris de Kano: "狩野氏圖書記", en vermell.

- Miyagi, Japó. Biblioteca de la prefectura de Miyagi.[16] Hi ha un exemplar que té aspecte d'estampa i un altre que té aspecte de copia pintada, amb colors, i porta transcripcions de topònims en el sil·labari katakana. Les dues estan dividides en 6 planxes numerades a baix, a diferència del exemplar de la Kano Collection, que també té transcripcions katakana, sembla que per la mateixa selecció de topònims. Als dos exemplars el nom de la Xina es refereix a la dinastia Ming: "大明一 統"
Al lloc web de la prefectura hi ha un visor que permet veure imatges amb licència Creative Commons digitalitzades amb alta resolució tant de l'exemplar imprès com de l'exemplar de colors o comparar els dos exemplars. 
Miyagi és una de les sis prefectures de la Regió de Tohoku i la Tohoku University es troba a Sendai, la capital de Miyagi. Algunes fonts[4][3] compten només 3 exemplars a Tòquio, Kyoto i Miyagi. Sigui perquè no inclouen les copies pintades a la llista d'estampes originals, sigui que mencionen la prefectura de Miyagi només com a seu de la Kano Collection,[13] i no com a propietària de cap exemplar. Altres[8] distingeixen clarament dues exemplars a Miyagi: un a la biblioteca de la prefectura i l'altre de la Kano Collection.

- Kyoto, Japó. Col·lecció de la universitat de Kyoto.[17] A la xarxa hi ha un lloc web Arxivat 2016-10-30 a Wayback Machine. amb un detall ampliat i un altre lloc web Arxivat 2016-10-30 a Wayback Machine. que conté una imatge petita i dos enllaços trencats.

- Paris, França. En mans privades "(Schiller)".[3] Una fitxa del 2003 menciona a un tal Henri Schiller (1933-...) com a mecenes de la Bibliothèque nationale de France, però una publicació del 2015[13] atribueix l'exemplar a Justin G. Schiller de Nova York. Una fitxa de subhasta del 2008 en xinès mostra l'exemplar comprat per la Bell Library el 2009 i diu sobre un altre exemplar que: antigament era del col·legi Clément de Paris; va ser exposat el 1924 en la British Library; comprat el 1988 per 亨利·希勒 (pinyin: hēnglì·xī lēi, "Henri Schiller"); apareix al 1991 en una casa de subhastes i ara no se sap on és.

Altres exemplars:

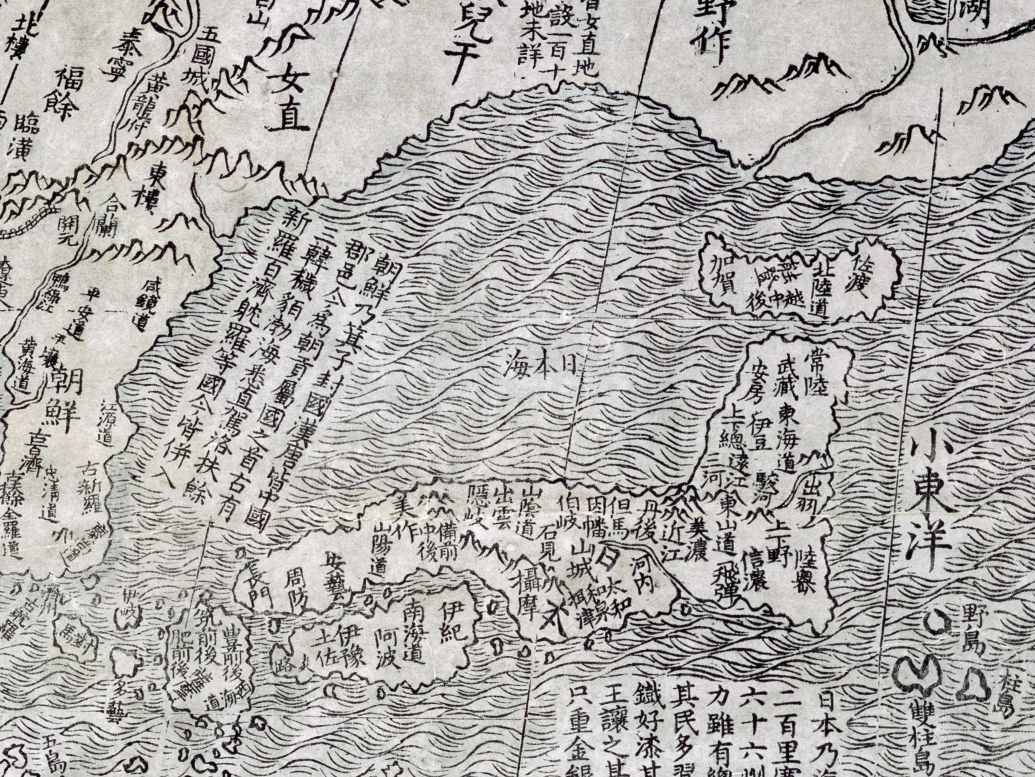
日本海 ("mar del Japó") en l'exemplar de la biblioteca de la prefectura de Miyagi

- Nanquín, Xina. Nanjing Museum (南京博物院).[18] Còpia en color Arxivat 2017-10-19 a Wayback Machine. tan gran com l'original i igualment compost de 6 peces numerades, muntades en un gran rotllo.[6] Té dibuixos de besties i naus.
Aquest examplar forma part de l'exposició de Nomad Expositions sobre la dinastia Ming que ha passat pels Caixaforums: Barcelona (15 de juny 2016 al 2 octubre 2016),[19] Palma (2 de novembre de 2016 al 17 de febrer de 2017) Arxivat 2016-10-11 a Wayback Machine. i Saragossa (previst pel 2017) Arxivat 2016-09-23 a Wayback Machine.. A Barcelona els extrems del mapa estaven coberts pels eixos del rotllo. Per a més imatges vegi's el final de la secció "Descripció".

- Royal Geographic Society, Londres. Exemplar presentat el 1858 i conservat a la co·llecció, però no exposat públicament. Al lloc web Arxivat 2016-10-18 a Wayback Machine. de la Royal Geographic Society és descrit com a original del 1644. La biblioteca nacional austríaca el compara amb l'exemplar de Viena.[10]

- Bologna, Itàlia. Museo della Specola. Fragment. Només la primera i última de les 6 planxes. A l'hora de preparació com a objecte de museu, s'havien inserit altres estampes al mig.

Aquesta pàgina xinesa Arxivat 2016-10-30 a Wayback Machine. compta dos cops l'exemplar de Minnesota("3.") catalogat a la Library of Congress("4.") i inclou un exemplar a Kobe (Japó). Amb una serie de imatges mostra bé les diferències gràfiques entre els exemplars de:
Museu de Nanquín (南京博物院, 2 imatges); Amèrica, Minnesota (美國明尼蘇達); Kyoto, Universitat (京都大學); Japó, Kobe (日本神戶); Wikipedia ... Tohoku Universitat (維基百科 ... 東北大學); Japó (日本); l'arxiu estatal de Tòquio (公文館) i dues veriants japonesos més.
Al segle XXI aquest mapa de la dinastia Ming encara apareix en una discussió política. El mar entre l'est de Corea i Japó es diu 日本海 ("mar del Japó") en el mapa de Ricci. Fins al 2012 Corea del Sud demanava davant de l'Organització Hidrogràfica Internacional que també s'hauria de dir "mar de l'Est". L'argumentació del govern japonès en contra d'aquesta demanda cita el mapa de Ricci com a primera referència històrica.

## Descripció

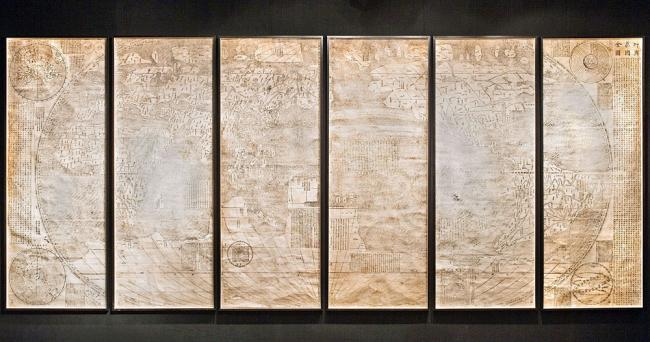
Kunyu Wanguo Quantu, 1602, exemplar de la Bell Library, 6 planxes

El mapa està imprès sobre un rectangle d'uns 3 metres i mig d'amplada i quasi 2 metres d'alçada. La imatge està composta de sis planxes. L'exemplar de la ÖNB de Viena, per exemple, està fet de 6 peces de paper, pegades entre ells en dos grups de tres. Al marge inferior del mapa les planxes estan numerades de dreta a esquerra amb el símbol 幅 (un mesurador per a comptar imatges) i els numerals xinesos de 1 a 6: 一幅, 二幅, 三幅, 四幅, 五幅, 六幅. L'ordre és doncs de dreta = planxa n. 1 cap a esquerra = planxa n. 6. (A l'exemplar de la Kano Collection de la Universitat de Tohoku no hi ha aquesta numeració.)
El gran mapa de la terra ocupa quasi per complet les planxes n. 2, 3, 4 i 5 i aproximadament la meitat de les planxes n. 1 i 6. Els seus límits estan formats per semicercles a la dreta i esquerra i per rectes horitzontals a dalt i baix. A la planxa n. 1 (dreta), hi ha el títol del mapa i el conjunt de text més extens. Hi ha quatre gràfiques redones just al exterior del mapamundi, a prop dels 4 racons de l'estampa: dos a la planxa n. 1 amb esquemes astronòmics i dos a la planxa n. 6 amb mapes del hemisferi nord i sud. La resta del espai fora del mapamundi està ocupat per un text llarg a la planxa n. 6, dos diagrames astronòmics més petits a la planxa n. 5 i diversos textos mes petits.
El mapamundi té el pol Nord a dalt, el pol Sud a baix, i el meridià central i l'equador dibuixades al mig vertical i horitzontal respectivament. El meridià central travessa l'Oceà Pacífic a l'est del Japó.
El mapa dona una imatge més o menys realista de les línies costaneres d'Europa, Àfrica, Àsia i de les Amèriques. Falla, però, en l'interior dels continents i en les zones polars, sobre tot al hemisferi sud. Allà mostra un gran continent antàrtic. Aquest continent deixa obert una via marítima al sud d'Amèrica i una altra al sud d'Àfrica, engloba la zona d'Austràlia i al sud-oest del pacífic arriba quasi fins al equador. Això reflecteix l'estat de les exploracions en aquesta època: Bartolomeu Dias va passer pel cap de Bona Esperança el 1488 (i el mateix Matteo Ricci l'any 1582); el 1520 Magalhães va descobrir l'estret que porta el seu nom; però només el 1606 Willem Janszoon va ser el primer europeu a explorar les costes del nord d'Austràlia i fins al segle xix no s'ha confirmat cap navegació completa pel Pas del Nord-est (Sibèria) o pel Pas del Nord-oest (Amèrica).
El mapa mostra continents, illes, rius, llacs i muntanyes. Amb escriptura xinesa hi ha al interior del mapamundi: els topònims; textos breus que donen explicacions sobre diferents llocs i altres textos que aprofiten aquells espais on hi ha pocs accidents geogràfics (per exemple al Pacífic o al continent antàrtic).
En general l'escriptura és amb lletres negres. Amb grans lletres blancs de contorns negres (tot vermells en la copia del museu de Nanquín) hi ha els noms dels cercles (equador etc.) i pols, i els noms dels continents i de la Xina:
- Amèrica del Nord. De dalt a baix 北("nord") 亞/YA/ 墨/MO/ 利/LI/ 加/KA/ .
- Amèrica del Sud. De dalt a baix 南("sud") 亞/YA/ 墨/MO/ 利/LI/ 加/KA/ .
- Àsia. De dalt a baix 亞/YA/ 細/ÇI/ 亞/YA/ .
- Europa. De dreta a esquerra 歐/OU/ 邏/LUO/ 巴/PA/ .
- Àfrica. De dalt a baix 利/LI/ 未/WEI/ 亞/YA/ per extensió de l'antiga regió de Líbia.
- Antàrtica. A sobre del cercle polar, de dreta a esquerra 墨/MO/ 瓦/WA/ 蠟/LA/ 泥/NI/ 加/KA/. "Magelànica" en referència a Magalhães.

Hi ha tres versions pel nom de la Xina:
- 大("gran") 明(Ming, "brillant") 一("un") 統("unir"), en referència a la dinastia Ming (1368-1644), a les estampes originals de Minnesota, de Tòqio i de la prefectura de Miyagi.
- 大("gran") 清(Qing, "clar") 一("un") 統("unir"), amb referència a la dinastia Qing (1644–1912), a l'estampa de Viena.
- cap nom a la còpia de Nanquín.

Les pronunciacions donades en aquest article en majúscules entre barres obliqües (per diferenciar-les de les transcripcions fonètiques pinyin) són del mandarí actual. Per a altres pronunciacions vegi el Wictionary(en anglès), per exemple pel 瓦 de Magelànica.
El Kunyu Wanguo Quantu conté força detalls sobre el moviment del Sol relatiu a la terra, però no surt cap dibuix sobre l'Analema, fenomen ja conegut per Vitruvi. El model cosmològic és geocèntric amb 9 esferes celestes. Als 7 esferes inferiors es mouen els 7 astres que ja eren conegudes a l'antiguitat. Per ordre de distància són: Lluna, Mercuri, Venus, Sol, Mart, Júpiter i Saturn. (Cronologia: 1543 mor Copèrnic; 1582 Ricci a Macau; 1596 Mysterium de Kepler; 1602 Mapa Kunyu Wanguo Quantu; 1615 edicte del Sant Ofici contra Copèrnic; 1632 Dialogo de Galileu; 1781 descobriment del Urà.)

### Còpia del museu de Nanquín
A la còpia del museu de Nanquín, pintada amb colors, destaquen els dibuixos de naus i besties als oceans i a Magellànica. Té un istme al canal de la màniga que converteix Anglaterra en península. A l'exemplar de Miyagi es pot veure que això pot haver passat perquè la separació entre les planxes n. 5 i n. 6 passa pel canal de la màniga i les onades per dibuixar l'aigua no arriben fins als marges de les planxes. No hi ha cap nom per la Xina.
 Està en un bon estat de conservació, clarament millor que l'estampa original de Minnesota: no té lletres gastades i en general la seva superfície es veu en un estat millor. Tanmateix falta text: la 巴/PA/ de 歐邏巴 ("Europa"); el text fora del mapa a dalt de la planxa nº5 i una dotzena de lletres en el text sobre els eclipsis (columnes 2 a 4, a l'esquerra del diagrama). Allà on el mapa de Nanquín té un pedaç en blanc, a l'esquerra de la planxa n. 5 a sota del cercle polar antàrtic, també hi ha terra buida als exemplars de Minnesota, Tòquio i Viena.

## Detalls

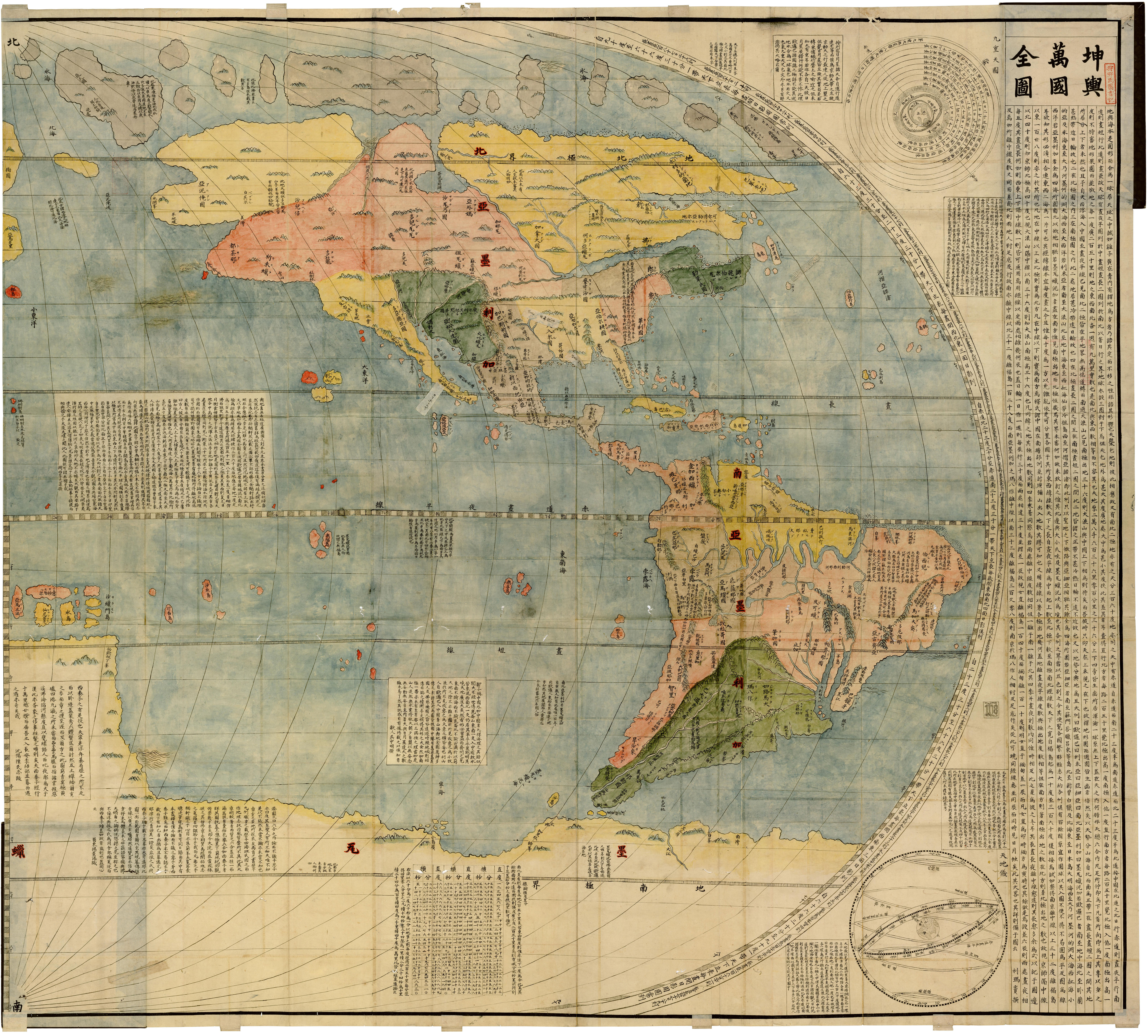
Imatge d'alta resolució (7 MB) de la copia japonesa (del 1604?) del Kunyu Wanguo Quantu de la Universitat de Tohoku. Part dreta. Conté anotacions fonètiques en escriptura japonesa katakana.

### Elements fora del mapamundi - a l'esquerra

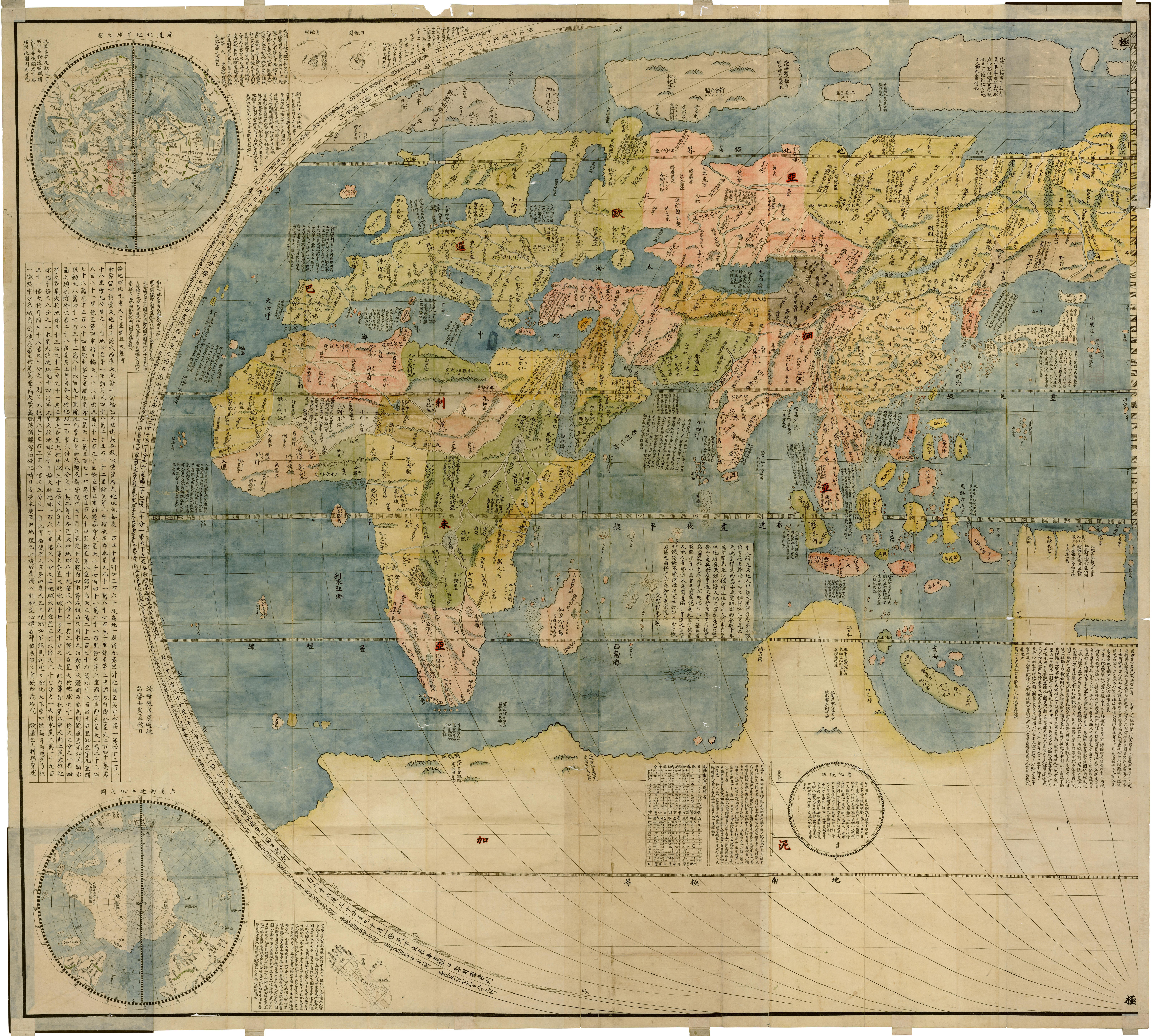
Imatge d'alta resolució (7 MB) de la copia japonesa (del 1604?) del Kunyu Wanguo Quantu de la Universitat de Tohoku. Part esquerra. Conté anotacions fonètiques en escriptura japonesa katakana, per exemple a Europa.

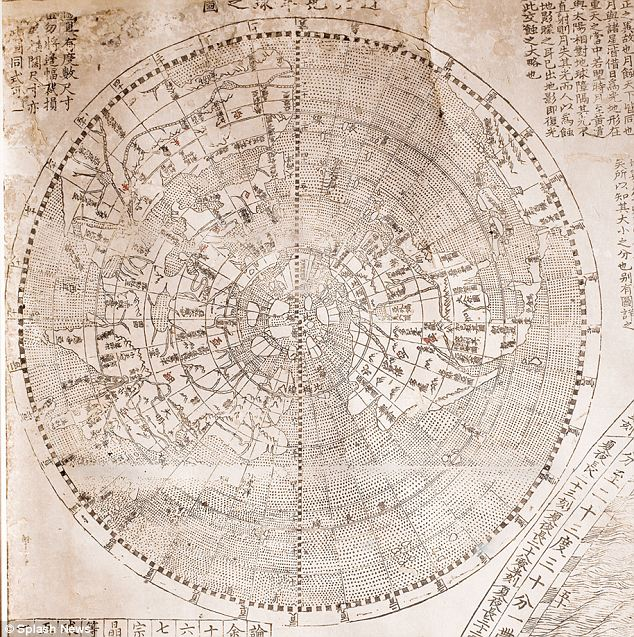
Kunyu Wanguo Quantu del 1602. Mapa del hemisferi nord a la planxa nº 6